# Foto de Leila Diniz grávida
A foto de Leila Diniz grávida é um registro fotográfico realizado na praia de Ipanema no ano de 1971, quando a atriz brasileira Leila Diniz estava então grávida de Janaína, filha que concebeu com o cineasta Ruy Guerra. A fotografia foi estampada em inúmeros jornais e revistas e provocou um choque para a sociedade conservadora da época. O autor da foto foi Joel Maia e o registro ganhou atenção internacional. A foto foi tirada cerca de um ano antes do momento em que a atriz veio a falecer tragicamente, aos 27 anos, durante um acidente de avião que não deixou sobreviventes, quando voltava de uma viagem para a Austrália, onde havia recebido um prêmio no festival de cinema de Melbourne.

## Contexto
A foto foi considerada chocante pelo fato da atriz ter se deixado fotografar grávida de seis meses na praia de Ipanema, trajando um biquíni considerado pequeno.  Dentre os protestos contra a fotografia, houve cartas de leitores protestando contra "a ‘exibição vulgar’ de um estado de graça que é a maternidade". À época, as grávidas, quando iam à praia, usavam uma espécie de "cortininha" sobre a barriga. Um dia antes do nascimento de sua filha, aos nove meses de gravidez, Leila posou nua para o fotógrafo David Drew Zingg.